# 山本聖子
山本聖子（1980年8月22日—），出生於神奈川縣川崎市，血型為B型，身高165公分，畢業於日本大學通信教育部商學系。
前日本女子角力選手，1999年51kg級世界女子角力冠軍，2000年及2001年56kg級世界女子角力冠軍，2003年59kg級世界女子角力冠軍。
2006年3月與手球日本代表永島英明結婚，2007年第一子誕生，2014年9月22日離婚。2014年11月18日宣布與職業棒球選手達比修有交往中，2015年2月22日發表懷孕消息，2015年7月29日生子，2016年11月兩人正式結婚，2017年3月再度生子，2019年11月生女，2022年8月三度生子。

## 外部連結
- 山本聖子的Facebook專頁
- Seiko Darvish的X（前Twitter）
- Seiko Yamamoto的X（前Twitter）